# Cordillera Principal

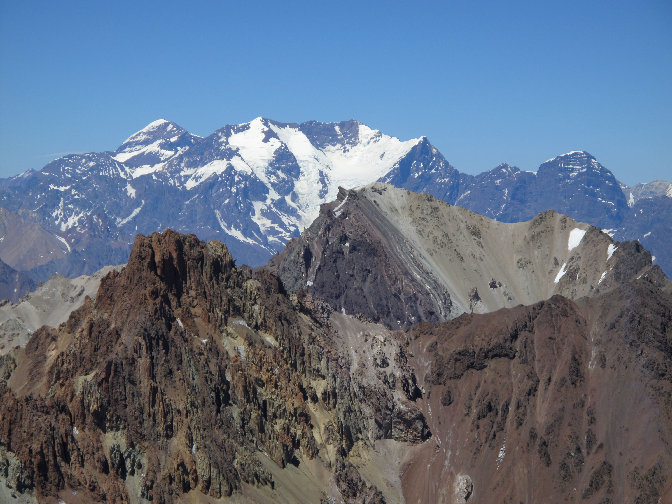
Nevado El Plomo (izquierda) y Nevado Juncal (detrás) son dos montañas de la Cordillera Principal a lo largo de la frontera Argentina-Chile y la divisoria de aguas Atlántico-Pacífico.

La cordillera Principal o cordillera del Límite es la cadena montañosa de la cordillera de los Andes que constituye el límite entre la zona central de Chile y las zonas vecinas de Argentina, típicamente entre las latitudes 33 y 39°S. Configura asimismo la divisoria continental entre las cuencas del Atlántico y del Pacífico. Se extiende preferentemente en dirección norte-sur (con variaciones locales NNE-NNW) en las provincias argentinas de La Rioja, San Juan y Mendoza y las regiones chilenas de Coquimbo, Valparaíso, Metropolitana, O'Higgins y Maule. Al este de la Cordillera Principal se encuentra la Cordillera Frontal que se encuentra completamente en Argentina, mientras que al oeste se encuentra la precordillera chilena y la depresión intermedia.
En la Cordillera Principal se encuentran algunas de las más grandes alturas del continente, entre ellas, el cerro Aconcagua (6.962 m s. n. m.), el monte Pissis (6.882 m s. n. m.), el cerro Bonete Chico (6.850 m s. n. m.), el volcán Tupungato (6570 m s. n. m.) y el cerro Mercedario (6.770 m s. n. m.), entre otros.
Lo que hoy es la Cordillera Principal fue alguna vez una depresión que acumulaba sedimentos. Los flujos de lava de antiguos volcanes también llegaron a la depresión. Hoy en día, estas secuencias de rocas sedimentarias y volcánicas se pueden observar en lo alto de los Andes, lo que implica que su cuenca estaba cerrada y elevada por inversión tectónica. Dichas rocas se agrupan en las formaciones Abanico y Farellones. La inversión tectónica tuvo lugar hace 21 a 16 millones de años (Ma), pero el pulso de elevación asociado continuó hasta hace aproximadamente 8 Ma. La división continental del Mioceno estaba a unos 20 km al oeste de la actual divisoria, que forma la frontera entre Argentina y Chile. La posterior erosión de los ríos desplazó la divisoria hacia el este dejando viejas superficies planas colgando. La compresión y el levantamiento en esta parte de los Andes han continuado hasta el presente. La Cordillera Principal había alcanzado alturas que permitieron el desarrollo de valles glaciares hace aproximadamente 1 Ma.
A los 33°S de latitud, que se ha considerado el límite norte de la Cordillera Principal, los cambios norte-sur en la tectónica, la topografía y el vulcanismo de los Andes parecen asociados con cambios en el buzamiento de la losa en subducción de la placa de Nazca bajo la sudamericana, lo que a su vez puede estar asociado con la subducción de la dorsal de Juan Fernández.